# Star Wars, épisode II : L'Attaque des clones
Vous lisez un « bon article » labellisé en 2014.
Pour les articles homonymes, voir Star Wars, épisode II : L'Attaque des clones (homonymie).
Série Star Wars
Épisode I : La Menace fantôme
(1999) Épisode III : La Revanche des Sith
(2005)
Pour plus de détails, voir Fiche technique et Distribution.
Star Wars, épisode II : L'Attaque des clones (Star Wars: Episode II – Attack of the Clones) est un film américain de science-fiction de type space opera écrit et réalisé par George Lucas, sorti en 2002.
C'est le cinquième opus de la saga Star Wars par sa date de sortie, mais le deuxième dans l'ordre chronologique de l'histoire. Sorti trois ans après La Menace fantôme, il est le deuxième volet de la trilogie de préquelle, la « prélogie ». Le film est également la cinquième réalisation de Lucas.
L'histoire de cet épisode se déroule dix ans après les événements de La Menace fantôme alors que la galaxie est au bord de la guerre civile. Influencés par le maléfique comte Dooku, des milliers de systèmes planétaires menacent de faire sécession de la République Galactique. La principale opposante à ce projet, la sénatrice et ancienne reine Padmé Amidala, est visée par une tentative d’assassinat et se voit affecter comme protecteur l'apprenti Jedi Anakin Skywalker. Leur histoire d'amour se développe et ils se marient en secret. Le mentor d'Anakin, Obi-Wan Kenobi, est, quant à lui, chargé de démasquer les responsables de l'attentat. Obi-Wan découvre sur la planète Kamino un complexe où sont réalisés des dizaines de milliers de clones du chasseur de primes Jango Fett, qui en conserve un prénommé Boba auprès de lui pour l'élever comme son fils. Les clones doivent constituer une armée, la commande émanant en réalité du comte Dooku, si bien que leur allégeance à la République galactique est sujette aux manipulations des Sith qui complotent en secret, puisqu'ils contrôlent  également l'armée de droïdes opposée agissant pour l'Alliance séparatiste.
George Lucas commence l’écriture du scénario en 1999. La préproduction du film dure un an. Le tournage en lui-même se déroule de juin à septembre 2000 principalement aux studios de la Fox à Sydney en Australie mais aussi en Tunisie, en Italie, en Espagne et en Angleterre. L'Attaque des clones est l'un des premiers films à être tourné entièrement en numérique. Comme dans les films Star Wars précédents, la musique est composée et réalisée par John Williams.
S'inspirant de nombreux films américains, L'Attaque des clones reçoit un accueil critique plus favorable que La Menace fantôme et est un succès au box-office. Le film est nommé pour un Oscar du cinéma, remporte deux Saturn Awards mais également deux Razzie Awards.
L'Attaque des clones est sorti en VHS et en DVD en novembre 2002 et a également engendré un nombre important de produits dérivés.

## Synopsis

### Présentation de l'univers

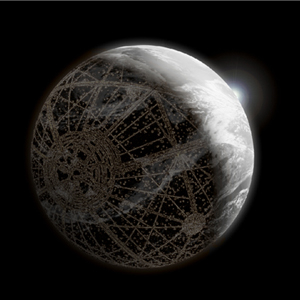
Vision d'artiste de la planète Coruscant.

L'univers de Star Wars se déroule dans une galaxie qui est le théâtre d'affrontements entre les Chevaliers Jedi et les Seigneurs noirs des Sith, personnes sensibles à la Force, un champ énergétique mystérieux leur procurant des pouvoirs psychiques. Les Jedi maîtrisent le Côté lumineux de la Force, pouvoir bénéfique et défensif, pour maintenir la paix dans la galaxie. Les Sith utilisent le Côté obscur, pouvoir nuisible et destructeur, pour leurs usages personnels et pour dominer la galaxie.
Pour amener la paix, une République galactique a été fondée, avec pour capitale la planète Coruscant. Mais, tout au long de son existence, la République est secouée par des sécessions et des guerres. Ce fut le cas en 32 av. BY lors des événements narrés dans le film La Menace fantôme. Dix ans plus tard, en 22 av. BY, la République est une nouvelle fois menacée.
Menés par l'ancien Jedi Dooku, des milliers de systèmes solaires menacent de faire sécession. Les chevaliers Jedi s'avèrent alors trop peu nombreux pour assurer le maintien de la paix dans l'ensemble de la galaxie. Sur la planète Ansion, le Jedi Obi-Wan Kenobi et son apprenti Anakin Skywalker parviennent à convaincre les autorités locales de ne pas quitter la République. Mais, à Coruscant, de nombreux sénateurs souhaitent qu'une armée soit mise sur pied au cas où une guerre de sécession éclaterait.

### Déroulement du synopsis
La sénatrice Padmé Amidala, ancienne reine de la planète Naboo, se rend sur Coruscant afin de discuter au Sénat la nécessité de créer une armée de la République. À peine arrivée sur place, elle échappe à un attentat. Le jeune apprenti Jedi Anakin Skywalker est alors chargé de la protéger tandis que son maître Jedi Obi-Wan Kenobi est missionné pour enquêter sur la tentative d'assassinat.
Le soir suivant, une tueuse à gages du nom de Zam Wesell tente une nouvelle fois d'assassiner la sénatrice. Prise en chasse par Anakin et son maître, elle est capturée. Mais avant qu'elle ne puisse leur parler, elle est tuée par un dard empoisonné lancé par un autre assassin. Tandis qu'Anakin reconduit Padmé sur la planète Naboo, Obi-Wan se rend sur la mystérieuse planète-océan Kamino, lieu de fabrication supposé du fameux dard empoisonné.
Sur Kamino, Obi-Wan découvre qu'une armée de clones est en production pour le compte de la République. Les cloneurs lui annoncent que l'armée a été commandée il y a dix ans par un Jedi nommé Sifo-Dyas. Jango Fett, un chasseur de primes, a été payé pour être le modèle génétique de tous les clones. Mais il en a gardé un auprès de lui, ne bénéficiant pas de la croissance accélérée comme tous les autres clones, pour l'élever comme son fils. L'enfant a pour nom Boba Fett. Obi-Wan les rencontre et identifie Jango comme étant le tueur qui a éliminé Wesell. Après avoir essayé de le capturer sans succès, Obi-Wan place un émetteur sur son vaisseau et le suit jusqu’à la planète Géonosis.

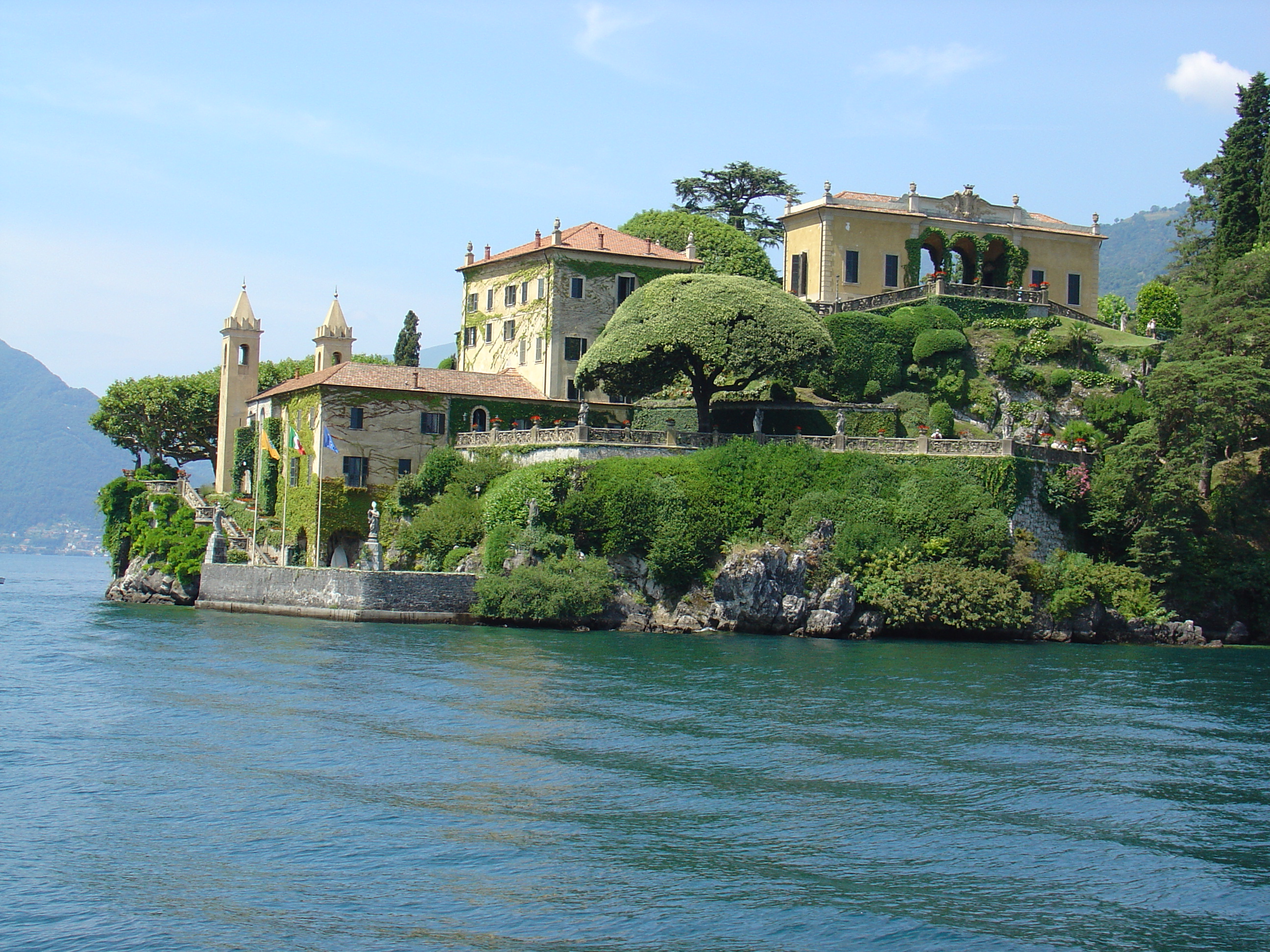
Villa de Padmé sur Naboo.

Arrivé sur la planète Géonosis, Obi-Wan surprend des conversations entre le comte Dooku et Nute Gunray, le vice-roi de la puissante Fédération du commerce. Il découvre que la Fédération est à l’origine du mouvement séparatiste et qu'elle construit en secret une grande armée de droïdes. Il apprend également que c'est Gunray qui a commandité l'assassinat de la sénatrice Amidala, pour se venger de sa défaite pendant la bataille de Naboo. Obi-Wan envoie donc un message enregistré à Anakin pour qu'il transmette au Conseil Jedi sur Coruscant ses récentes découvertes. Malheureusement, il se fait capturer par les séparatistes avant d'avoir fini son rapport.
Pendant ce temps, Anakin Skywalker et Padmé Amidala passent beaucoup de temps ensemble sur Naboo. Anakin révèle son amour profond pour la jeune sénatrice. Cependant, Padmé résiste, expliquant que leur amour est impossible, puisqu'en tant que Jedi, il n'a pas le droit de se marier. Anakin est irrité par cela et éprouve un conflit intérieur entre ses désirs pour elle et son devoir de Jedi. Tous les deux finissent quand même par s’embrasser, incapables de résister à leur attirance mutuelle.
Anakin est également préoccupé car il ressent que Shmi, sa mère, est en grave danger. Il s’arrange donc pour que Padmé l'accompagne jusqu’à Tatooine, sa planète natale. Sur place, il apprend de son ancien maître ferrailleur, Watto, que sa mère n'est plus une esclave, qu'elle s'est mariée et vit dans une nouvelle famille, les Lars. Mais il découvre également qu'elle a été enlevée un mois plus tôt par des Tuskens. Anakin part alors à sa recherche et la trouve mourante, prisonnière d’un campement tusken. Incapable de la sauver, le Jedi ne peut que regarder sa mère mourir dans ses bras. Dans un accès de fureur, il massacre alors toute la tribu, sans épargner ni les femmes, ni les enfants.

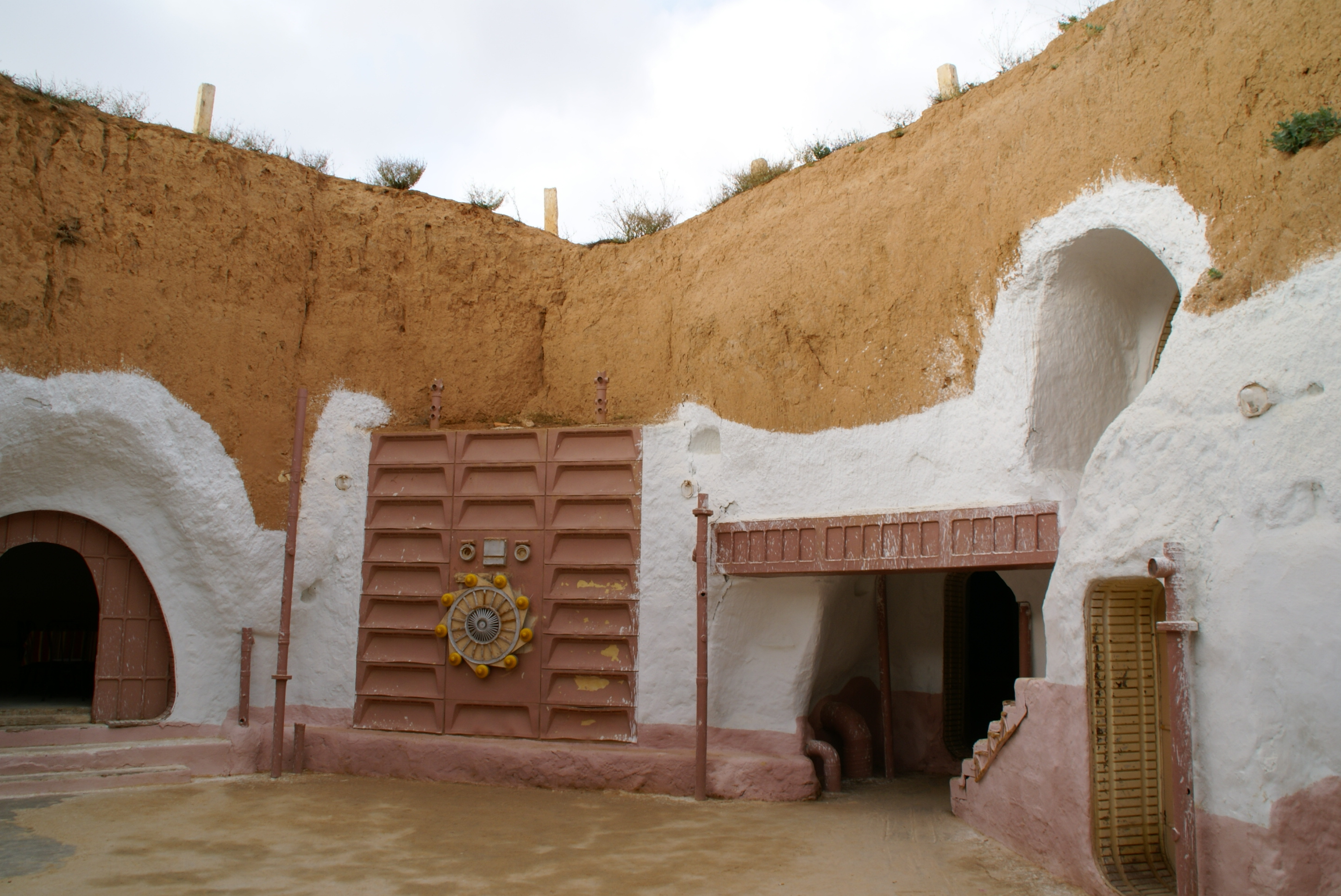
Maison de la famille Lars.

Anakin ramène le corps de sa mère chez les Lars et avoue à Padmé qu'il est troublé par ce qu'il a fait : il est rongé par la culpabilité, mais considère également que ses actes étaient justifiés. Après l'enterrement de Shmi, Anakin reçoit le message d'Obi-Wan de Géonosis. Il le retransmet au conseil Jedi sur la planète Coruscant et apprend les découvertes de son maître ainsi que sa capture par les séparatistes. Alors que le conseil Jedi demande à Anakin de rester avec Padmé là où ils se trouvent, la sénatrice convainc le jeune Jedi d'aller sur la planète Géonosis afin de porter secours à son maître Obi-Wan Kenobi.
Averti du danger, le Conseil Jedi décide d'agir contre l'armée du comte Dooku. Le maître Jedi Mace Windu prend sous son commandement tous les Jedi disponibles et se rend sur Géonosis, tandis que Yoda va sur Kamino pour y recruter la fameuse armée de clones. Pendant ce temps, le Chancelier suprême de la République Palpatine se voit attribuer d'urgence les pleins pouvoirs pour légitimer le recours à l'armée de clones.
Sur Géonosis, le comte Dooku essaye de persuader Obi-Wan de rejoindre les Séparatistes, l'avertissant qu'un seigneur Sith, Dark Sidious, a un contrôle grandissant sur le Sénat galactique. Obi-Wan refuse de le croire, rétorquant que les Jedi l’auraient su si cela avait été le cas. Devant ce refus, Dooku le condamne à mort.
Anakin et Padmé arrivent sur la planète, mais sont rapidement capturés et eux aussi condamnés à mort. Ils se retrouvent alors attachés avec Obi-Wan dans une arène où trois monstrueuses créatures sont lâchées sur eux, pour le plus grand plaisir des autochtones. Pendant leur lutte, Mace Windu arrive avec de nombreux Jedi et ils affrontent les droïdes des Séparatistes dans l’arène. Même si Windu réussit à tuer le chasseur de primes Jango Fett, la défaite face aux droïdes, en surnombre, semble imminente. Mais l'arrivée de Yoda à la tête de la nouvelle armée de clones de la République leur permet cependant de fuir l'arène.
Une grande bataille s'ensuit entre l'armée de clones et celle des droïdes séparatistes. Les droïdes tentent alors de repousser l'armée de clones de la République, sans succès. Au même moment, le comte Dooku essaye de s'échapper, mais Obi-Wan et Anakin le rattrapent dans son hangar secret, où ils entament un nouveau combat. Mais ils ne sont pas de taille face à la grande maîtrise de la Force et du sabre laser que possède le comte Dooku : Obi-Wan est blessé et Anakin se fait trancher le bras droit. Le maître Jedi Yoda apparaît juste au moment où Dooku s’apprête à les achever. Il défie alors Dooku qui fut autrefois l'un de ses apprentis. Dooku sous-estime le maître Jedi et le défie au sabre laser, mais il se rend vite compte qu'il ne fait pas le poids face à Yoda. Le comte tente alors de tuer Anakin et Obi-Wan, mais grâce à la Force, Yoda parvient à sauver les deux Jedi. Le comte Dooku en profite alors pour s'échapper dans son vaisseau jusqu'à Coruscant, et y retrouve son maître, Dark Sidious. Celui-ci est heureux que la guerre ait commencé, « comme il l'avait prévu ».
De retour à Coruscant, Obi-Wan informe le Conseil Jedi des révélations de Dooku, à savoir que Dark Sidious a pris le contrôle du Sénat. Yoda et Mace Windu conviennent alors qu'il faudra à l'avenir surveiller le Sénat de près. Rétabli et disposant d'une prothèse mécanique pour son bras droit, Anakin retourne sur Naboo où il se marie dans le plus grand secret avec Padmé.

## Personnages

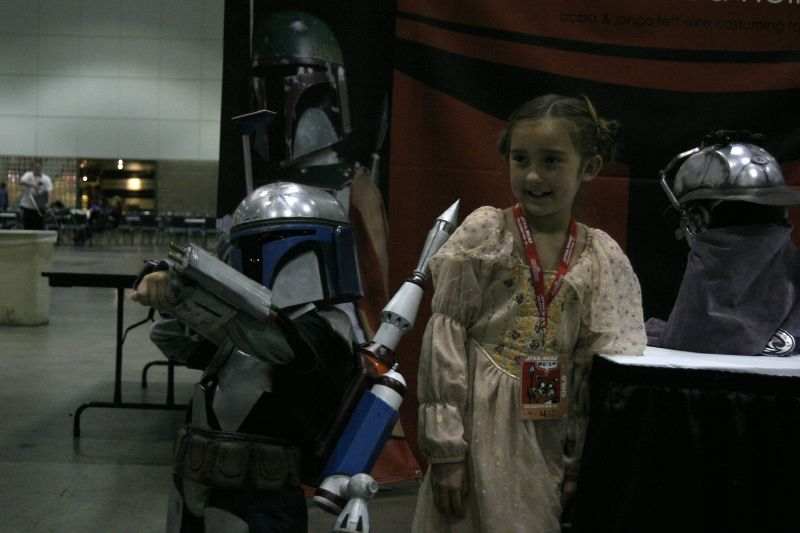
Cosplay de Jango Fett.

- Anakin Skywalker : Jeune homme âgé d'une vingtaine d'années dans cet épisode, il est désormais l'apprenti Jedi d'Obi-Wan Kenobi. Très sûr de lui, Anakin est un pilote émérite et un Jedi intrépide. Il va rencontrer l'amour en la personne de Padmé Amidala. Cette idylle bouleversera sa destinée mais aussi celle de la galaxie[3].
- Obi-Wan Kenobi : c'est un chevalier Jedi sage et aguerri. Il se fait du souci pour son apprenti Anakin Skywalker qu'il juge irrespectueux et imprévisible. Il va se trouver mêlé à un conflit majeur de la République galactique[3].
- Padmé Amidala : ancienne reine de la planète Naboo, elle est désormais la représentante de la planète au Sénat galactique. Sa vie étant menacée, elle se voit affecter comme garde du corps le jeune Jedi Anakin Skywalker. Elle en tombe rapidement amoureuse[3].
- Mace Windu : il est l'un des membres du Conseil Jedi. Il pense qu'Anakin pourrait être l'élu qui apportera la paix dans la galaxie. Pour défendre la République, Windu doit mener ses Jedi aux combats[3].
- Comte Dooku : c'est un ancien chevalier Jedi qui quitte l'ordre pour une raison inconnue. Il abandonne l'ordre peu après la mort de son ancien apprenti Qui-Gon Jinn. Il devient ensuite le chef des systèmes séparatistes. Il prépare en secret un régime alternatif à la République galactique[3].
- Zam Wesell : elle est une chasseuse de primes qui travaille pour Jango Fett. Elle est chargée d'éliminer la sénatrice Amidala. Elle est vite confrontée aux deux gardes du corps Jedi de cette dernière : Anakin Skywalker et Obi-Wan Kenobi[3].
- Poggle le Bref : c'est l'archiduc de la planète Géonosis. Allié de Dooku, il supervise la création de l'armée de droïdes des forces séparatistes. Il promet à Nute Gunray, le vice-roi de la Fédération du commerce la création d'une arme ultime qui mettra au pas toute la galaxie[3].
- Boba Fett : il s'agit du futur chasseur de primes le plus connu de la galaxie. Le jeune Boba est le fils de Jango Fett, l'homme qui donne naissance à l'armée des clones[3].
- Jango Fett : il est un guerrier redouté et un chasseur de primes de premier plan. Il travaille pour le mystérieux Tyranus comme matrice pour la fabrication de l'armée des clones. Il porte une armure intégrale et un réacteur dorsal[3].
- Taun We : elle est l'aide de camp du Premier ministre de Kamino. Elle accueille Obi-Wan lors de sa venue sur la planète. Elle lui fait visiter la chaîne de fabrication des clones et le présente à Jango Fett[3].
- Chancelier suprême Palpatine : il est le chef suprême de la République. Manipulateur et séducteur, il joue avec les crédules sénateurs pour obtenir les pleins pouvoirs[3].
- Dexter Jettster : c'est le patron d'un petit restaurant des faubourgs de Coruscant. Vieille connaissance d'Obi-Wan Kenobi, il a effectué de nombreux voyages aux quatre coins de la galaxie[3].
- Capitaine Typho : il est le chef de la sécurité de la sénatrice Padmé Amidala. C'est le neveu du Capitaine Panaka, le responsable de la sécurité de la planète Naboo. Il a perdu l'usage d'un œil pendant l'une de ses missions de protection[3].

## Fiche technique
Sauf indication contraire, les informations mentionnées dans cette section peuvent être confirmées par les bases de données cinématographiques IMDb et Allociné,  présentes dans la section « Liens externes ».
- Titre original : Star Wars: Episode II – Attack of the Clones
- Titre français et québécois : Star Wars, épisode II : L'Attaque des clones
- Réalisation : George Lucas
- Scénario : George Lucas et Jonathan Hales, d'après une histoire de George Lucas
- Musique : John Williams
- Direction artistique : Ian Gracie, Phil Harvey, Fred Hole, Jonathan Lee, Michelle McGahey et Peter Russell
- Décors : Gavin Bocquet
- Costumes : Trisha Biggar
- Maquillage : Terri Farmer, Pat Hay, Lesley Vanderwalt
- Coiffure : Terri Farmer
- Photographie : David Tattersall
- Son : Ben Burtt, Rick Kline, Gary Rydstrom, Michael Semanick, Matthew Wood
- Montage : Ben Burtt et George Lucas (non crédité)
- Effets spéciaux : Industrial Light & Magic
- Production : Rick McCallum ; Lorne Orleans (version IMAX)
  - Production déléguée : George Lucas
- Sociétés de production : Lucasfilm Ltd., Recce & Production Services et Mestiere Cinema Srl
- Sociétés de distribution : Twentieth Century Fox ; Fox-Warner (Suisse romande) ; UGC Fox Distribution (France)
- Budget : 115 millions de $[4] ; 120 millions de $[5]
- Pays de production :  États-Unis
- Langue originale : anglais
- Format : couleur - HDCAM - 2,39:1 (CinemaScope - Panavision) - son Dolby
- Genres : science-fiction, action, aventures, fantastique
- Durée : 142 minutes
- Dates de sortie[6] :
  - Belgique : 15 mai 2002[7]
  - États-Unis, Suisse romande : 16 mai 2002[8]
  - France : 16 mai 2002 (Festival de Cannes) ; 17 mai 2002 (sortie nationale)
  - Québec : 16 juin 2002[9]
- Classification :
  - États-Unis : des scènes peuvent heurter les enfants - accord parental souhaitable (PG - Parental Guidance Suggested)[Note 6]
  - France : tous publics (conseillé à partir de 8 ans)[10],[11]
  - Belgique : tous publics (Alle Leeftijden)[7]
  - Suisse romande : interdit aux moins de 10 ans[12]
  - Québec : tous publics (G - General Rating)[9]

## Distribution
Sauf indication contraire, les informations mentionnées dans cette section peuvent être confirmées par la base de données cinématographiques IMDb,  présente dans la section « Liens externes ».
- Ewan McGregor (VF : Bruno Choël ; VQ : François Godin) : Obi-Wan Kenobi
- Natalie Portman (VF : Sylvie Jacob ; VQ : Aline Pinsonneault) : Padmé
- Hayden Christensen (VF : Emmanuel Garijo ; VQ : Martin Watier) : Anakin Skywalker
- Christopher Lee (VF : Bernard Dhéran ; VQ : Guy Nadon) : comte Dooku / Dark Tyranus
- Samuel L. Jackson (VF : Jacques Martial ; VQ : James Hyndman) : Mace Windu
- Frank Oz (VF : Jean Lescot ; VQ : Marc Bellier) : voix de Yoda
- Ian McDiarmid (VF : Georges Claisse ; VQ : Benoît Marleau/Yves Corbeil) : chancelier suprême Palpatine / Dark Sidious
- Pernilla August (VF : Nathalie Juvet ; VQ : Élise Bertrand) : Shmi Skywalker
- Temuera Morrison (VF : Bruno Dubernat ; VQ : Sylvain Massé) : Jango Fett
- Daniel Logan (VF : Kelyan Blanc) : Boba Fett
- Jimmy Smits (VF : Lionel Tua) : sénateur Bail Organa
- Jack Thompson (VF : Henri Poirier ; VQ : Hubert Fielden) : Cliegg Lars
- Leeanna Walsman (VF : Céline Duhamel) : Zam Wesell
- Ahmed Best (VF : Roland Timsit ; VQ : Sébastien Dhavernas) : Jar Jar Binks
- Rose Byrne (VF : Caroline Victoria) : Dormé
- Oliver Ford Davies (VF : Jean-Claude Balard ; VQ : Claude Préfontaine) : Sio Bibble
- Ron Falk (VF : Marc de Georgi ; VQ : Aubert Pallascio) : Dexter Jettster
- Jay Laga'aia (VF : Frantz Confiac ; VQ : Jean-René Ouellet) : capitaine Typho
- Andy Secombe (VF : Éric Métayer ; VQ : Yves Massicotte) : Watto
- Anthony Daniels (VF : Roger Carel ; VQ : Luis de Cespedes) : C-3PO / Dannl Faytonni
- Silas Carson (VF : Christian Pereira / Sylvain Lemarié ; VQ : Victor Désy / Pierre Chagnon) : Ki-Adi-Mundi / vice-roi Nute Gunray
- Ayesha Dharker (VF : Ethel Houbiers ; VQ : Christine Bellier) : reine Jamillia
- Joel Edgerton (VF : Adrien Antoine) : Owen Lars
- Bonnie Piesse (VF : Caroline Victoria) : Beru Whitesun
- Verónica Segura (VF : Catherine Le Hénan) : Cordé
- Kenny Baker : R2-D2
- Christopher Truswell (VF : Thierry Desroses / Pierre Dourlens) : Rune Haako / San Hill

- Version française réalisée par Dubbing Brothers avec des dialogues de Thomas Murat sous la direction artistique de Jean-Pierre Dorat[13].

Sources doublage : Allodoublage.com, Starwars-universe.com, et Voxofilm.

Photos des principaux interprètes.
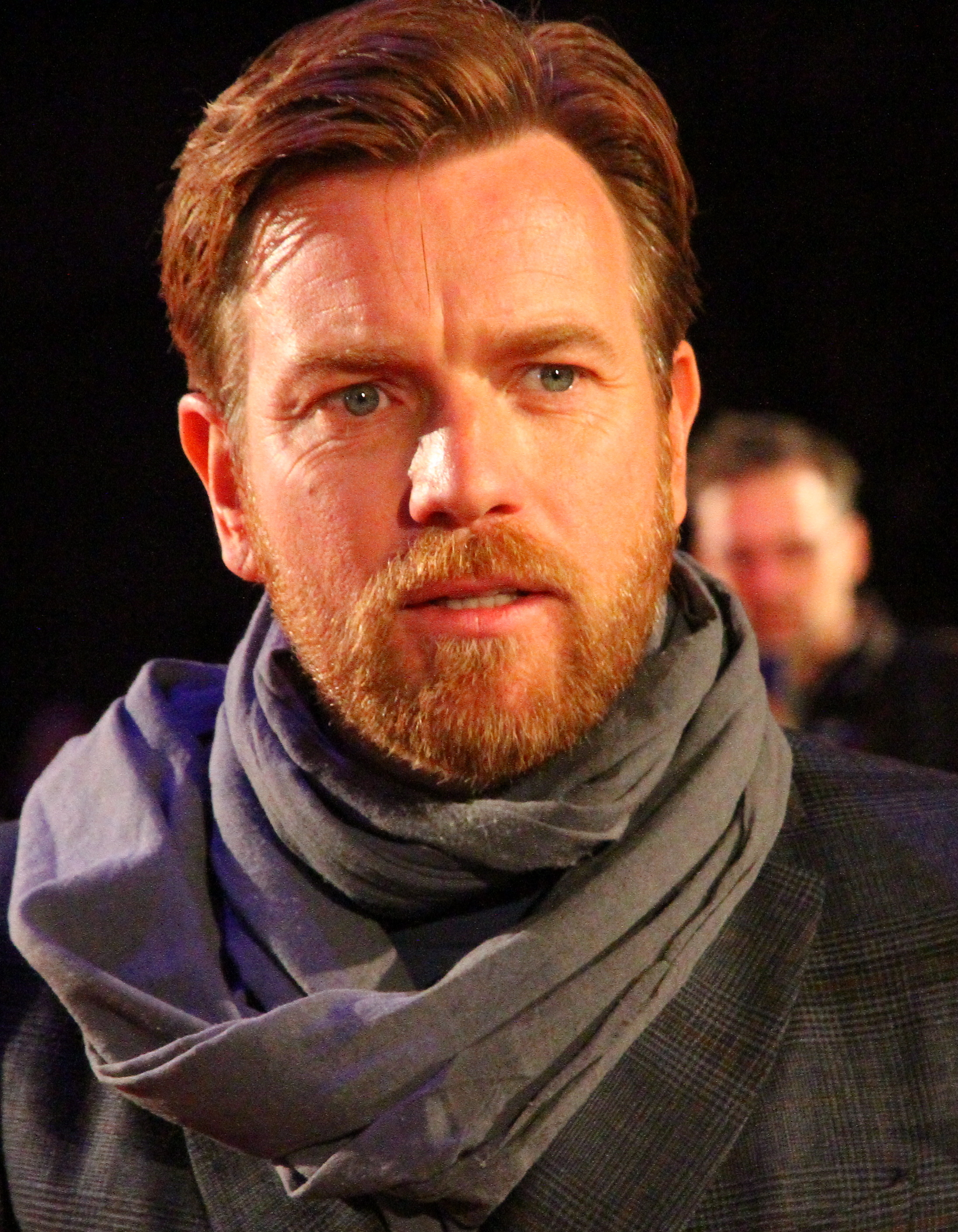
Ewan McGregor en 2012.
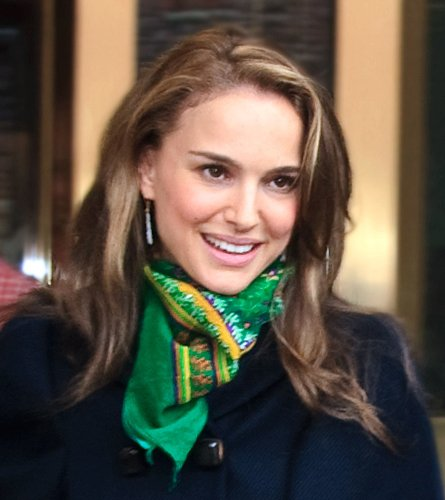
Natalie Portman en 2009.
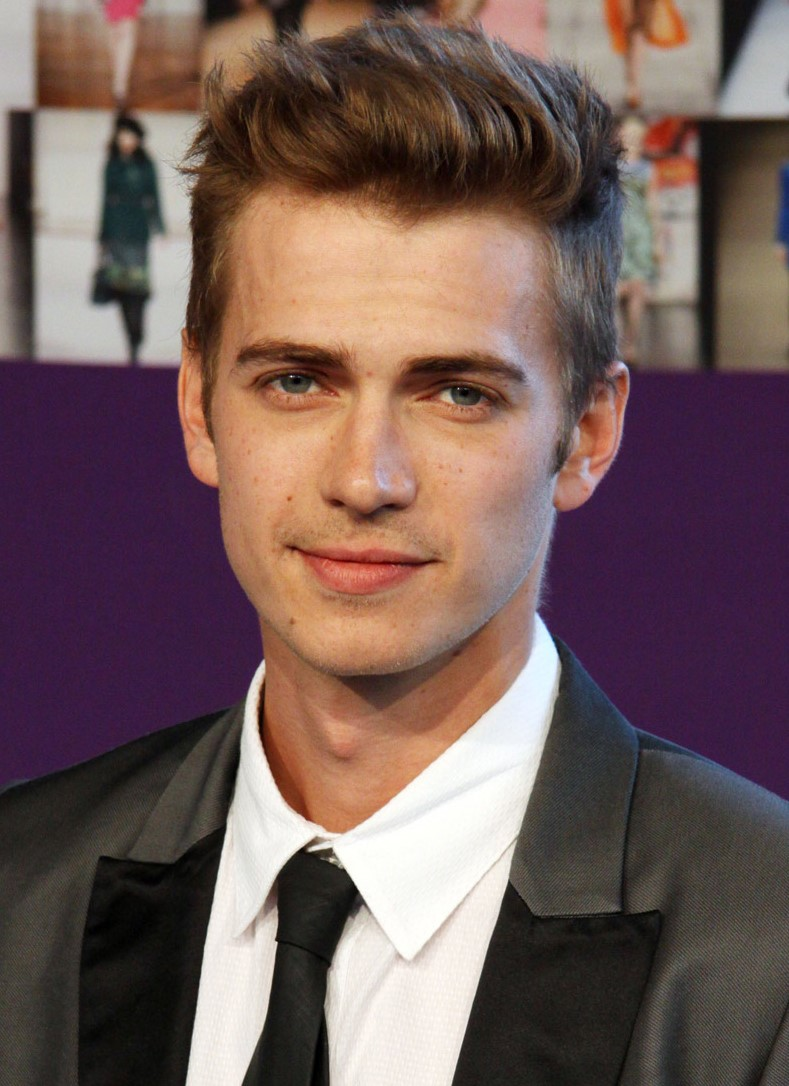
Hayden Christensen en 2006.
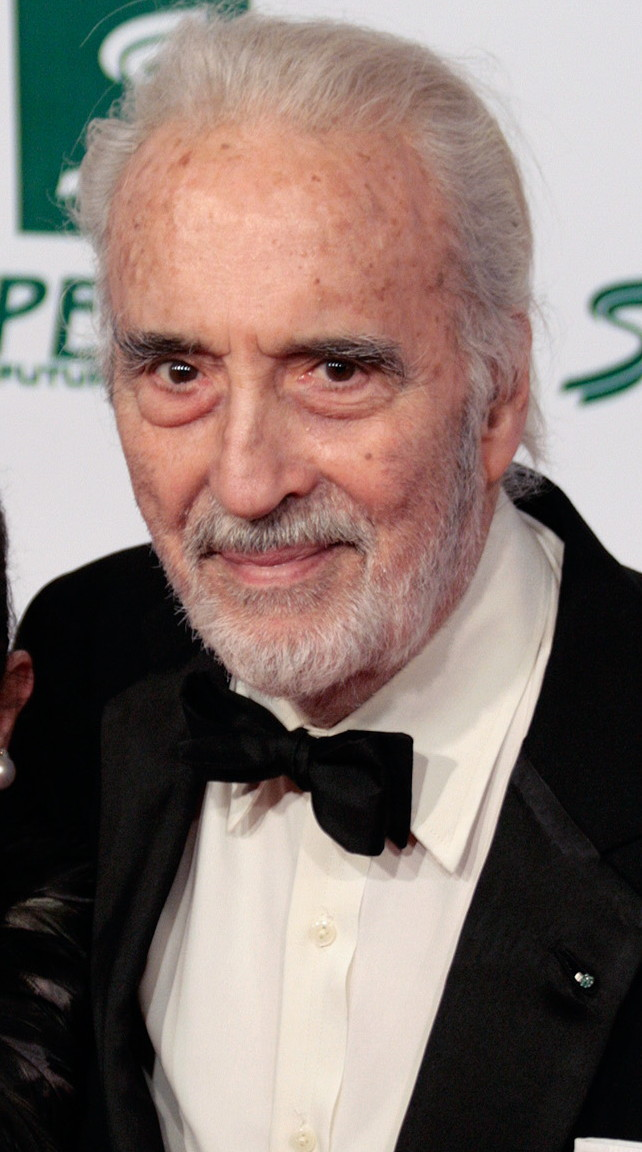
Christopher Lee en 2009.
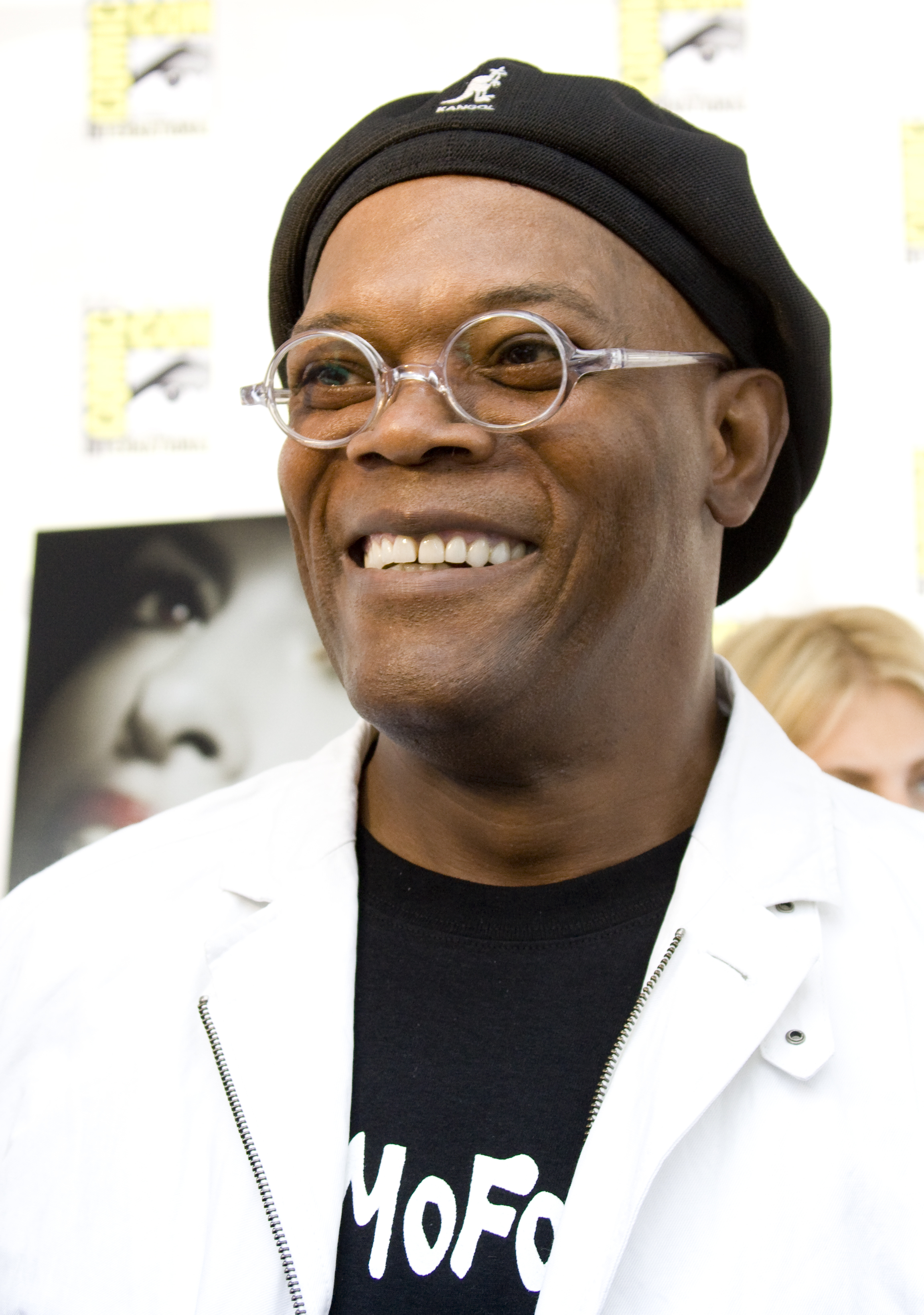
Samuel L. Jackson en 2008.
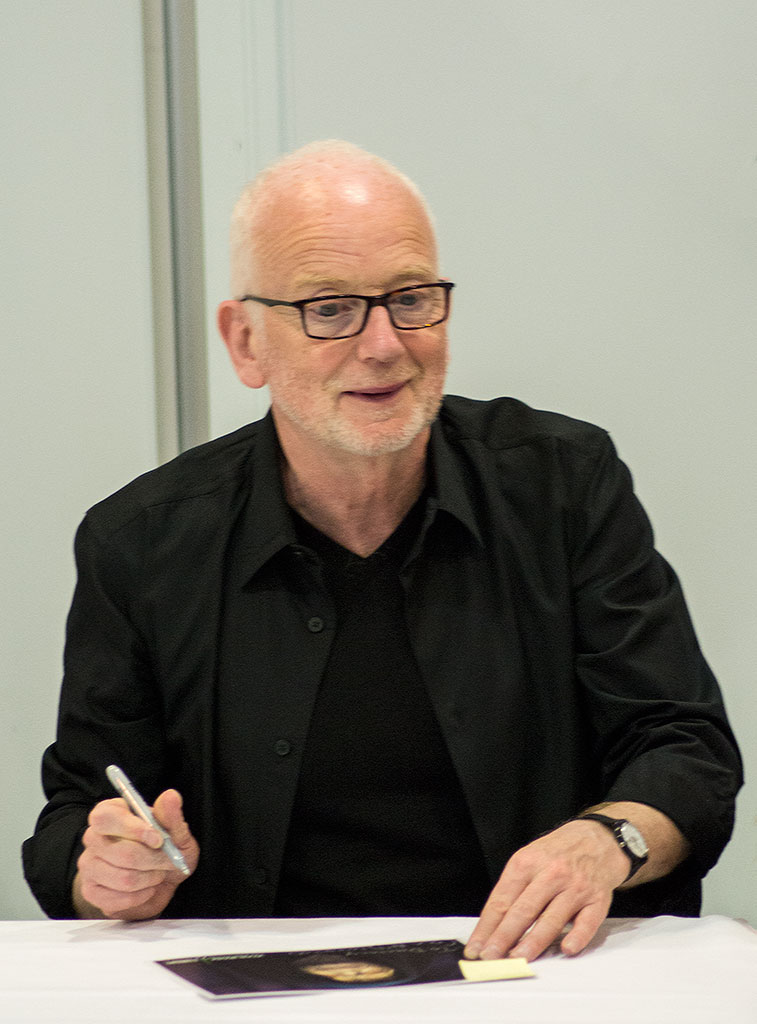
Ian McDiarmid en 2013.

## Production

### Scénario

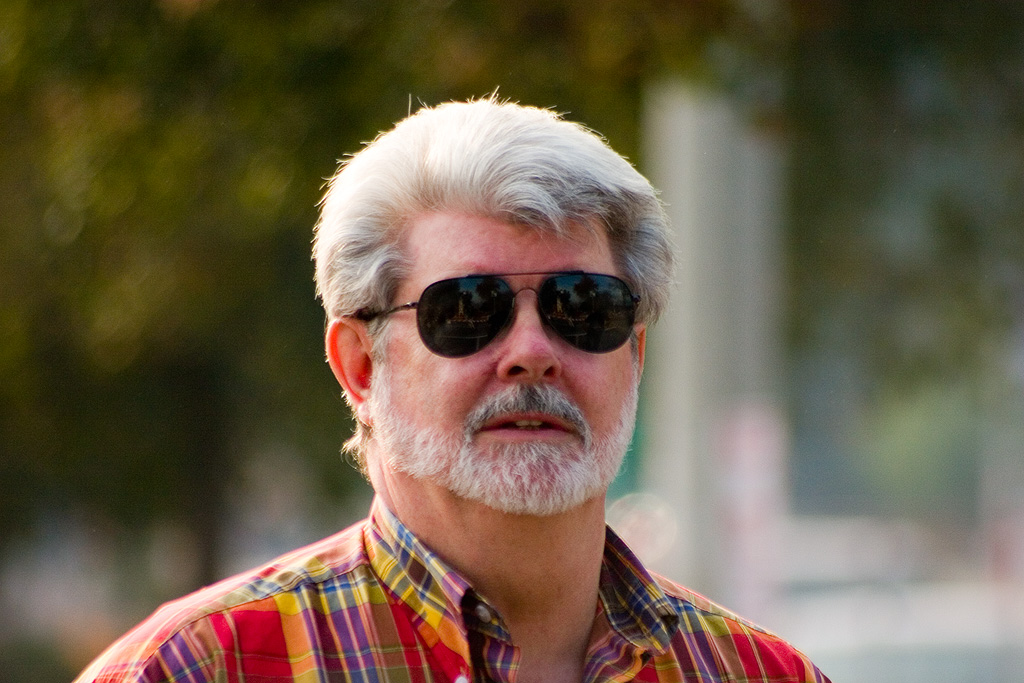
George Lucas en 2007.

Star Wars, épisode II : L'Attaque des clones est la suite directe de Star Wars, épisode I : La Menace fantôme et le deuxième film de la nouvelle trilogie préquelle à la première trilogie Star Wars réalisée de 1977 à 1983. C'est à partir du premier novembre 1994 que George Lucas commence l’écriture de la nouvelle trilogie qui a pour protagoniste principal le jeune Anakin Skywalker avant qu'il devienne le sinistre et cruel Dark Vador des premiers films. Pour Lucas, « l'histoire d'Anakin Skywalker entre dans la tradition des aventures mythologiques classiques. Comme tous les héros de cette mythologie, ses défauts sont ceux que chacun porte en soi, et c'est ce qui le rend humain ». Dans son nouveau film, George Lucas veut aborder une nouvelle phase du parcours d'Anakin. Il lui fait découvrir « les émotions les plus intenses : la colère, la haine, les sentiments de perte, de possession, de jalousie ».
Lucas s'attelle à l'écriture du second film en 1999, peu après la sortie américaine de La Menace fantôme. Mais alors qu'il avait écrit seul le premier film, il décide cette fois de s'adjoindre un co-scénariste. Il choisit pour ce travail le dramaturge britannique Jonathan Hales avec qui, il avait précédemment travaillé sur la série Les Aventures du jeune Indiana Jones de 1992 à 1993. Hales n'est pas un familier du cinéma et s'est surtout illustré en écrivant pour le théâtre. Pour rebondir sur la réception négative des fans au personnage de Jar Jar Binks dans le premier film, George Lucas donne comme titre de travail à son nouveau scénario Jar Jar's Big Adventure,.
Dans les premières versions du scénario, Lucas développe essentiellement l'intrigue et la structure narrative. Il retravaille ensuite de nombreux passages avec Jonathan Hales. Une troisième version est alors rédigée. Comme il ne s'agit pas de la version définitive du script, Jonathan Hales doit suivre Lucas sur le plateau du tournage du film en Australie. Certaines scènes sont alors réécrites en plein tournage par les deux hommes, notamment celles sur la relation amoureuse entre Anakin et Padmé.

### Préproduction
Doug Chiang le responsable du design du premier film supervise également le département artistique du nouveau film. Il commence son travail début mai 1999, soit une semaine et demi avant la sortie de Star Wars, épisode I : La Menace fantôme. Il s'entoure de nombreux dessinateurs comme Marc Gabbana, Kurt Kaufman, Dermot Power ou Jay Shuster. Iain McCaig, avec qui Chiang avait travaillé sur Terminator 2 : Le Jugement dernier en 1990, se charge tout particulièrement de concevoir les costumes et les personnages. Ed Natividad est lui chargé de donner naissance aux décors rocheux de la planète Géonosis que George Lucas souhaite être entre l'art nouveau et l'art gothique.

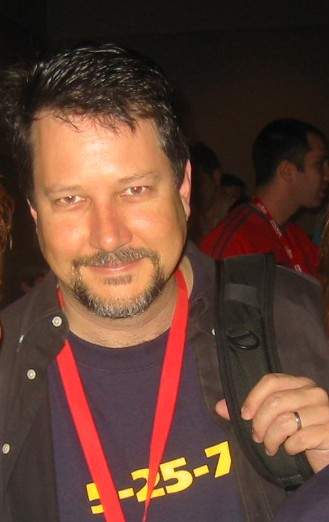
John Knoll en 2007.

Des équipes de sculpteurs et de maquettistes se chargent ensuite de réaliser des modèles réduits en trois dimensions à partir des dessins préparatoires. Parfois, à partir d'un simple croquis d'engin approuvé par Lucas, ils doivent calculer les proportions et extrapoler les formes pour obtenir une maquette réaliste de trente à quarante centimètres. Le maquettiste John Goodson indique que « certains superviseurs des effets visuels, comme John Knoll, adorent les maquettes. Même s'il s'apprête à réaliser la séquence entièrement en image de synthèse, il se sert de la maquette pour les références d'ombre et lumière ». Ensuite, de janvier à juin 2000, alors que George Lucas finalise le scénario, le département artistique se réunit autour du réalisateur tous les vendredis pour imaginer en détail les décors que le chef décorateur Gavin Bocquet doit construire avant le début du tournage.
Un storyboard est aussi réalisé par le département artistique afin de définir les différents axes de caméra nécessaire pour faciliter le tournage le jour venu. Les dessins du storyboard sont ensuite transformés en images animées par l'équipe de David Dozoretz et Daniel Gregoire. Ces animatiques sont surtout nécessaires pour les scènes d'action. Tout au long du tournage, les animatiques sont en permanence améliorées par l'ajout de décors produits par les artistes Ryan Church et Erik Tiemens. Les deux dessinateurs sont également présents lors du tournage pour fournir régulièrement des dessins de décors pour des scènes tournées par George Lucas sur fond bleu. L'ajout de ces décors aux scènes facilite ensuite le travail des animateurs des effets spéciaux durant la phase de postproduction,.
Le dessinateur Iain McCaig chargé des costumes travaille en étroite collaboration avec la chef costumière Trisha Biggar dès la phase de création artistique. Le département costume doit en effet fournir encore plus de costumes que pour le précédent film, notamment pour les scènes sur la planète Coruscant. La garde-robe du personnage de Padmé Amidala a par ailleurs beaucoup changé entre les deux films. Elle laisse donc les robes officielles de reine pour des tenues plus « sexy » et plus « romantiques ». Le costume d'Anakin Skywalker a lui aussi beaucoup évolué. Bien que devenu Jedi, il ne porte pas la tenue traditionnelle de ceux-ci. Pour figurer la noirceur de son destin, Trisha Biggar a ajouté des réminiscences du costume de Dark Vador dans celui d'Anakin.
C'est l'artiste australien Jason Baird qui est choisi pour réaliser les masques et prothèses des créatures. Malgré le stock important de masques réalisés pour La Menace fantôme, Jason Baird doit créer avec son équipe ceux des nouveaux personnages. Il réalise notamment les masques de Kit Fisto et Shaak Ti. Les personnages comme les Jedi Luminara Unduli, Barriss Offee ou Sly Moore, l'assistant personnel du Chancelier Palpatine, sont, quant à eux, maquillés de manière traditionnelle et sans prothèse faciale par l'équipe de Lesley Vanderwalt, la chef maquilleuse.
Comme pour le premier film, c'est Robin Gurland qui est choisie pour être la directrice de casting. Elle commence les auditions le 2 novembre 1999. Elle a fait passer des essais à plusieurs interprètes célèbres pour le rôle d'Anakin Skywalker. Parmi eux, Paul Walker (né en 1973) et Ryan Phillippe (né en 1974) n'ont pas été retenus car George Lucas les a trouvés trop vieux. C'est finalement le jeune canadien Hayden Christensen (né en 1981) qui est retenu. Le choix est divulgué le 12 mai 2000 sur le site StarWars.com. Le tournage principal se déroulant en Australie, beaucoup d'interprètes d'origine australienne ou néo-zélandaise sont engagés pour le film. Parmi eux se trouve Leeanna Walsman, Rose Byrne, Daniel Logan, Jay Laga'aia, Temuera Morrison, Jack Thompson, Ron Falk, Bonnie Piesse et Joel Edgerton.

### Tournage
L'Attaque des clones est l'occasion pour George Lucas de tourner un film entièrement en numérique. Lors du tournage de La Menace fantôme, il n'avait pu le faire que sur une seule scène car la technologie adaptée n'était pas encore au point. Les ingénieurs des sociétés Sony et Panavision ont travaillé avec les techniciens de Lucasfilm et d'ILM pour optimiser le déroulement du tournage du film. Ainsi, Sony développe la technologie vidéo haute définition en créant la caméra HDW-F900, Panavision s'occupe de créer des objectifs spécifiques pour les caméras numériques et ILM conçoit le système d'enregistrement. Cette nouvelle technologie permet d'économiser à la production le coût du négatif, le développement, les transferts images et son et le télécinéma. Le tournage en numérique permet également d'incruster en direct la version provisoire des décors numériques. De plus, les techniciens des effets spéciaux peuvent désormais travailler sur des images du film tournées la veille.
Contrairement aux précédents films Star Wars, L'Attaque des clones n'est pas filmé en Angleterre mais en Australie aux Fox Studios Australia à Sydney du 26 juin au 25 août 2000. À l'intérieur de ceux-ci, le directeur artistique Gavin Bocquet construit soixante-neuf décors dont l'ensemble des décors de la planète Coruscant comme le bar des bas-fonds, le bureau de Palpatine, le temple Jedi, la bibliothèque Jedi et le Sénat galactique. Pour la planète Kamino, ce sont les appartements de Jango Fett, les salles de vie des clones, certains corridors mais également la plate-forme sur laquelle est posé le vaisseau spatial de Jango. Pour la planète Géonosis, sont construits les décors pour l'arène, la salle du conseil séparatiste et le hangar secret du comte Dooku. Enfin pour la planète Tatooine ce sont la cuisine et le garage de la famille Lars ainsi que le campement des Hommes des Sables.

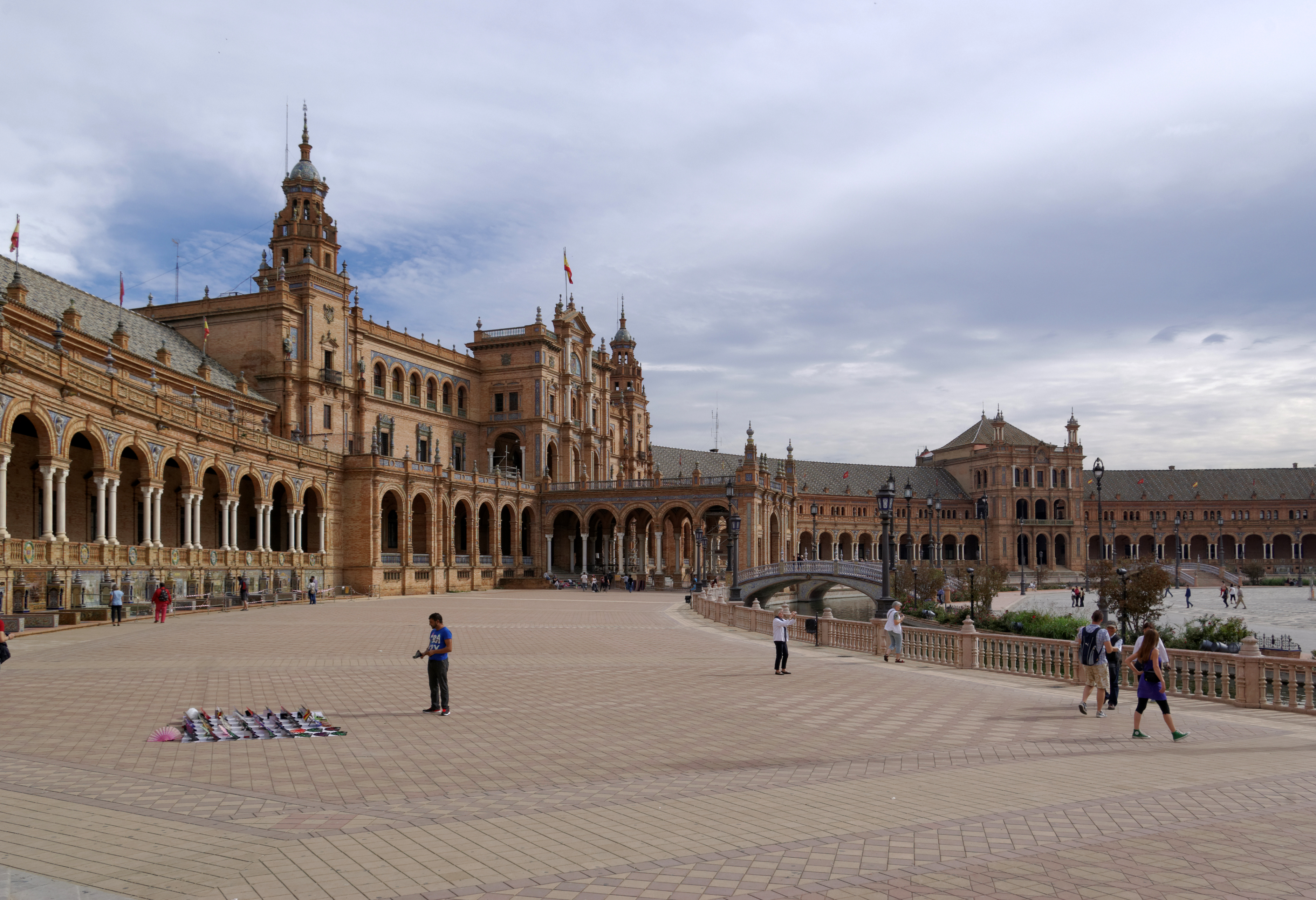
La place d'Espagne à Séville sert de lieu de tournage le 13 septembre 2000.

Pour tourner les scènes de la romance entre Anakin et Padmé, Lucas choisit d'aller début septembre 2000 en Italie. Pour la résidence de Padmé c'est une villa du lac de Côme qui est choisie et pour le palais de la reine de Naboo c'est, comme pour La Menace fantôme, le palais de Caserte qui est retenu,. Pour les scènes en extérieur représentant la planète Tatooine, c'est à Nefta près de Tozeur que sont tournées du 7 au 11 septembre les scènes de la ville de Mos Espa et c'est à Matmata que sont prises les images de la ferme des Lars,. Enfin, le 13 septembre, est tournée dans l'immense place d'Espagne à Séville en Espagne, la scène d'arrivée d'Anakin et Padmé sur Naboo. Cette scène clôture le tournage principal,. De nouvelles prises sont effectuées plusieurs mois après en Angleterre aux Ealing Studios, du 24 mars au 8 avril 2001. Il s'agit des scènes se déroulant à l'intérieur de l'usine de construction de l'armée de droïdes,.

### Postproduction
Dans La Menace fantôme, dix à quinze minutes du film étaient dépourvues d'effets spéciaux. Pour L'Attaque des clones, l'ensemble des deux mille deux cents plans contiennent au moins un effet visuel que ce soit une incrustation, une animation en images de synthèse ou un effet numérique. John Knoll, Dennis Muren et Rob Coleman, déjà superviseurs de l'animation et des effets spéciaux du premier film reprennent leurs postes. Ils sont rejoints par deux nouveaux superviseurs : Pablo Helman, responsable des effets spéciaux du DVD de La Menace fantôme et Ben Snow ancien superviseur des films Pearl Harbor en 2001 et La Momie en 1999. Au plus fort de la postproduction, la société Industrial Light & Magic compte plus de six cents techniciens.
Grâce à l'arrivée de l'image numérique haute définition, les effets spéciaux bénéficient d'un meilleur rendu. Cela permet par exemple aux techniciens d'améliorer le réalisme des vêtements et de leurs mouvements. L'équipe de John Knoll s’attelle en premier aux scènes sur la planète de Coruscant. Parmi elles, celle qui nécessite le plus de travail est la course-poursuite en speeder entre les gratte-ciels de Coruscant. L'équipe de Rob Coleman commence, elle, son travail avec les scènes des personnages entièrement en image de synthèse Watto et Dexter Jettster.
Pour la première fois, la marionnette de Yoda est remplacée par un personnage en images de synthèse. Dans La Menace fantôme, deux plans larges du personnage avaient déjà été réalisés en image de synthèse. Comme Rob Coleman souhaite « amener ce personnage dans le XXIe siècle », il demande à trois de ses meilleurs animateurs de modéliser un Yoda en synthèse. Pour cela, il refond numériquement trois plans où apparaît le personnage dans le film L'Empire Contre-Attaque. Ils s'appliquent alors à faire coïncider la marionnette au modèle informatique. Puis, en avril 2000, Coleman présente le résultat et obtient l'aval de George Lucas. Une des raisons de cet accord est que pour la première fois, Yoda combat dans une scène du film. Une telle scène aurait été difficilement réalisable avec une marionnette,.
L'Attaque des clones comporte deux nouvelles planètes : Kamino et Géonosis. La première est submergée par un immense océan qui subit des orages permanents. Toutes les scènes montrant l'extérieur de la planète sont donc créées en images de synthèse. Les équipes d'ILM avaient déjà travaillé sur des éléments aquatiques pour le film En pleine tempête en 2000. Les plans de la planète sont en conséquence conçus assez facilement. La bataille finale sur Géonosis constitue en revanche la séquence la plus complexe du film. C'est Denis Murren, déjà responsable de la bataille de Naboo dans La Menace fantôme, qui la supervise. Il est associé à Ben Snow, qui a déjà réalisé une séquence similaire dans le film Pearl Harbor. Dans la séquence de Géonosis interviennent des vaisseaux, des blindés, des transports de troupes et de nombreuses troupes au sol tel que les soldats clones ou les droïdes de combat. Pour créer les gorges rocailleuses de la planète, Murren et Snow ont pris pour base de départ des photographies de canyons et de formations rocheuses du sud-ouest des États-Unis.
Le montage et la conception sonore du film est assurée par Ben Burtt, un fidèle collaborateur de George Lucas depuis le film La Guerre des étoiles. Présent lors du tournage en Australie, Burtt s'est chargé de l’incrustation des animatiques réalisés par David Dozoretz et Dan Gregoire sur les fonds bleus du tournage. Profitant de sa présence en Australie, Burtt a enregistré beaucoup de nouveaux sons caractéristiques du pays pour alimenter sa bibliothèque sonore. Le montage final lui, a lieu au Skywalker Ranch en Californie.

### Bande originale
Comme dans les films Star Wars précédents, la musique est composée et réalisée par John Williams. Il a commencé à y travailler en octobre 2001. Il commence l'enregistrement de la musique avec l'Orchestre symphonique de Londres aux studios Abbey Road le 18 janvier 2002. L'orchestre est composé de cent dix musiciens accompagnés par une chorale de quatre-vingts chanteurs. Pour ce film, Williams reprend quelques thèmes de la saga comme celui de la Force, ceux de Yoda et de Dark Maul. The Imperial March, le thème le plus célèbre de Star Wars est également présent. Across the Stars, l'un des nouveaux thèmes décrit la romance entre Anakin et Padmé. Il est répété tout au long du film. Chose assez rare chez John Williams, il glisse dans la poursuite en speeder plusieurs riffs de guitare.
La bande originale du film sort le 23 avril 2002 sous le label Sony Classical Records et sous quatre pochettes différentes.
| Liste des morceaux | Liste des morceaux                           | Liste des morceaux | Liste des morceaux | Liste des morceaux | Liste des morceaux | Liste des morceaux | Liste des morceaux | Liste des morceaux | Liste des morceaux |
| No                 | Titre                                        | Durée              |                    |                    |                    |                    |                    |                    |                    |
| ------------------ | -------------------------------------------- | ------------------ | ------------------ | ------------------ | ------------------ | ------------------ | ------------------ | ------------------ | ------------------ |
| 1.                 | Star Wars Main Title/Ambush on Coruscant     | 3:46               |                    |                    |                    |                    |                    |                    |                    |
| 2.                 | Across the Stars (Love Theme)                | 5:33               |                    |                    |                    |                    |                    |                    |                    |
| 3.                 | Zam the Assassin/The Chase Through Coruscant | 11:07              |                    |                    |                    |                    |                    |                    |                    |
| 4.                 | Yoda and the Younglings                      | 3:55               |                    |                    |                    |                    |                    |                    |                    |
| 5.                 | Departing Coruscant                          | 1:44               |                    |                    |                    |                    |                    |                    |                    |
| 6.                 | Anakin and Padme                             | 3:57               |                    |                    |                    |                    |                    |                    |                    |
| 7.                 | Jango's Escape                               | 3:48               |                    |                    |                    |                    |                    |                    |                    |
| 8.                 | The Meadow Picnic                            | 4:14               |                    |                    |                    |                    |                    |                    |                    |
| 9.                 | Bounty Hunter's Pursuit                      | 3:23               |                    |                    |                    |                    |                    |                    |                    |
| 10.                | Return to Tatooine                           | 6:57               |                    |                    |                    |                    |                    |                    |                    |
| 11.                | The Tusken Camp/The Homestead                | 5:54               |                    |                    |                    |                    |                    |                    |                    |
| 12.                | Love Pledge/The Arena                        | 8:29               |                    |                    |                    |                    |                    |                    |                    |
| 13.                | Confrontation with Count Dooku/Finale        | 10:45              |                    |                    |                    |                    |                    |                    |                    |
| 14.                | On the Conveyor Belt                         | 3:02               |                    |                    |                    |                    |                    |                    |                    |
| 76:34              |                                              |                    |                    |                    |                    |                    |                    |                    |                    |

## Accueil

### Sortie
Après un teaser dévoilé avant le film Monstres et Cie en novembre 2001, la première bande-annonce du film est diffusée sur le réseau de télévision Fox le 10 mars 2002 entre les séries Malcolm et X-Files et a été mis en ligne sur le site officiel de Star Wars, le même jour. Le cabinet de conseil Challenger, Gray & Christmas estime que les entreprises américaines pourraient perdre plus de cent millions de dollars en raison des nombreuses demandes de congés de leurs employés pour aller voir le film.
La première mondiale du film se déroule le dimanche 12 mai 2002 à Los Angeles et au premier Festival du film de Tribeca à New York. Le film est ensuite projeté le jour de sa sortie mondiale hors compétition au Festival de Cannes. Malgré les efforts de Lucas pour convaincre les propriétaires de cinémas d'acheter des projecteurs numériques pour la sortie du film, seuls quelques salles s'équipent effectivement.

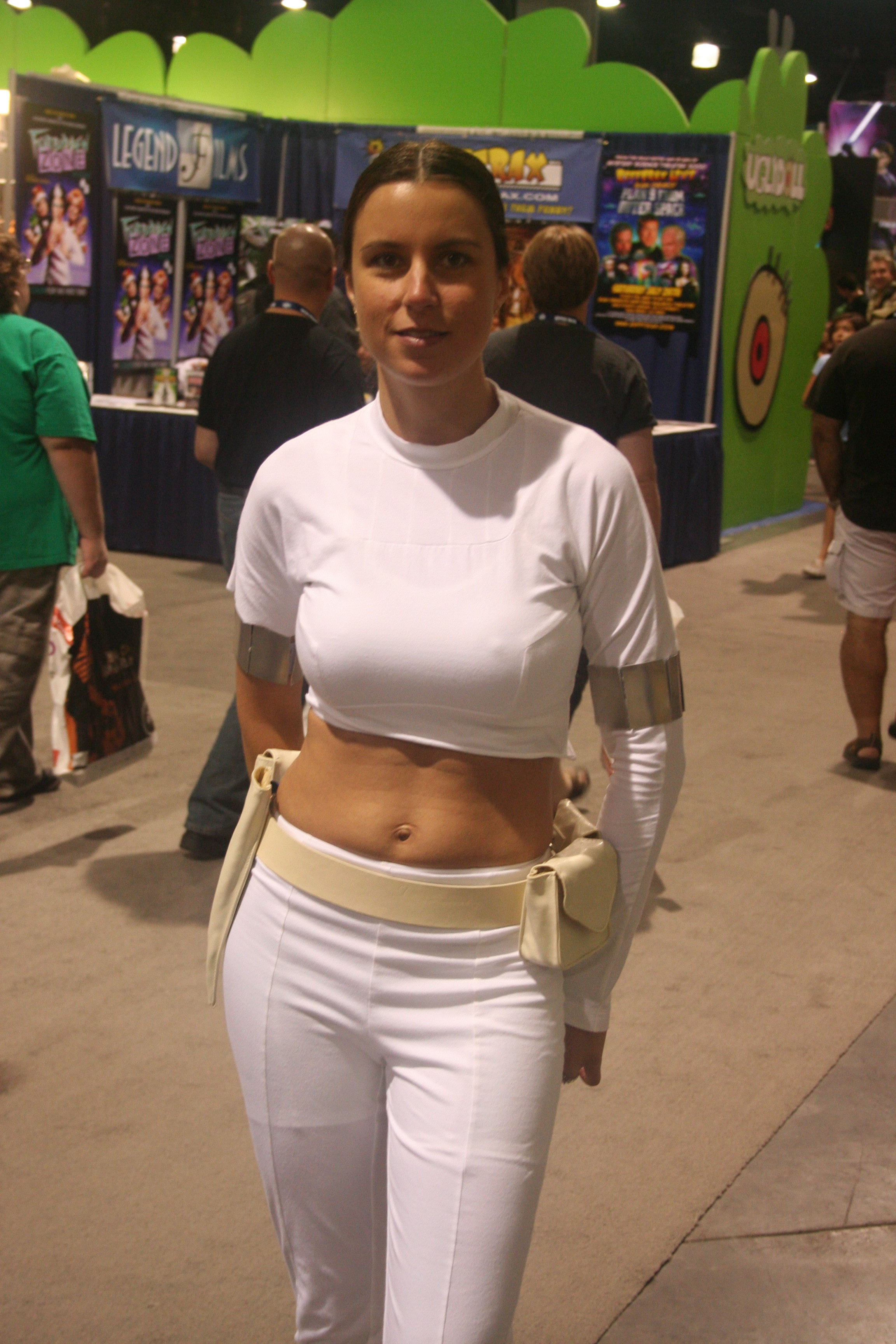
Cosplay de Padmé Amidala.

Une copie pirate du film est enregistrée lors d'une projection privée à l'aide d'un caméscope numérique monté sur trépied. Selon l'expert en piratage Bruce Forest, L'Attaque des clones a été vu par un million de personnes avant sa sortie en salle.

### Accueil critique
Le film reçoit un accueil plutôt favorable de la part des critiques de cinéma. Sur le site Rotten Tomatoes, il obtient le score de 67 % pour un total de deux cent dix-neuf critiques. Il dispose d'une note plus basse, à 53 % basée sur trente-neuf avis, sur le site Metacritic. En France, le film reçoit également des critiques globalement bonnes, notamment sur le site Allociné, avec une note de 3,5 étoiles sur 5 par la presse et de 3,9 sur 5 par les spectateurs.
Roger Ebert du Chicago Sun-Times, qui avait fait l'éloge de tous les autres films Star Wars a donné seulement deux étoiles sur quatre à L'Attaque des clones. Notant que « pour quelqu'un qui admire la fraîcheur et l'énergie des premiers films, j'ai été étonné, qu'à la fin de l'épisode II, je réalise que je n'ai pas entendu une seule ligne de dialogue mémorable ». À propos de la relation entre Anakin et Padmé, Ebert déclare qu'il « n'y a pas un mot romantique, ils n'échangent que des poncifs ». Leonard Maltin qui lui aussi aimait les précédents Star Wars donne seulement deux étoiles sur quatre pour le nouveau film dans son livre 2002 Movie & Video Guide. Maltin trouve l'« histoire trop longue » et ajoute que « les personnages et dialogues idiots n'aident pas ».
En revanche dans Ciné Live, Philippe Paumier déclare que « Lucas reprend du poil de la bête en signant un épisode II dont la dextérité visuelle et l'intensité dramatique font enfin honneur à la trilogie originelle » et donne un 4/5 au film.

### Box-office
L’Attaque des clones est un succès commercial même s’il n’atteint pas le niveau de La Menace fantôme, trois ans plus tôt. Il se hisse cependant à la troisième place annuelle en Amérique du Nord et à la quatrième place au niveau mondial. En Amérique du Nord, il est battu par Spider-Man et Le Seigneur des anneaux : Les Deux Tours. Au niveau mondial, il est également derrière Harry Potter et la Chambre des secrets. Le film rapporte presque 649 400 000 $ au box-office mondial, dont 310 676 000 $ en Amérique du Nord.
En France avec 5 713 593 entrées, le film se classe en cinquième position du box-office de l’année 2002 derrière les trois films déjà cités ci-dessus et Astérix et Obélix : Mission Cléopâtre.
| Pays       | Box-office (2002) | Classement de l'année (2002) |
| ---------- | ----------------- | ---------------------------- |
| Monde      | 649 400 000 US$   | 4e                           |
| États-Unis | 310 676 000 US$   | 3e                           |
| France     | 5 713 593 entrées | 5e                           |

### Ressortie en 3D
Le 28 septembre 2010, Lucasfilm annonce que les six films de la série Star Wars seront convertis en trois dimensions. Les films devaient ainsi être présentés à nouveau dans les salles de cinéma dans l'ordre chronologique de la saga. Le film La Menace fantôme ressort donc le premier au cinéma en février 2012. Et ce sera finalement le seul à être présenté au grand public. Les rééditions 3D de L'Attaque des clones et La Revanche des Sith sont reportées après le rachat de Lucasfilm par The Walt Disney Company en octobre 2012. La raison invoquée est la mise en chantier du septième épisode de la saga. L'Attaque des clones était initialement prévu pour être ressorti en 3D le 20 septembre 2013 aux États-Unis. Le film est toutefois bien reconverti pour la 3D, et est ainsi projeté lors de la convention Star Wars Celebration Europe II qui se déroule du 26 au 28 juillet 2013 à Essen en Allemagne puis lors de la convention Star Wars Celebration VII qui se déroule du 16 au 19 avril 2015 à Anaheim, en Californie.

## Distinctions
Note : sauf mention contraire, les informations ci-dessous sont issues de la page Awards du film sur l'Internet Movie Database. Ici sont listés les principaux prix.
L'Attaque des clones est nommé pour l'Oscar des meilleurs effets visuels mais perd face au film Le Seigneur des anneaux : Les Deux Tours. Le film remporte cependant les Saturn Awards des meilleurs costumes et meilleurs effets visuels et d'autres récompenses comme le MTV Movie & TV Awards du meilleur combat. Le film a également été nommé aux Saturn Awards du meilleur film de science-fiction, meilleure réalisation, meilleure actrice, meilleur jeune acteur, et meilleure musique. Parallèlement, le film reçoit sept nominations pour les Razzie Awards : pire film, pire réalisateur, pire scénario, pire second rôle masculin, pire second rôle féminin, pire couple de cinéma.

### Récompenses
| Année | Cérémonie ou récompense | Prix                                      | Lauréat(es)                                        |
| ----- | ----------------------- | ----------------------------------------- | -------------------------------------------------- |
| 2002  | Teen Choice Awards      | Meilleure actrice dans un film dramatique | Natalie Portman                                    |
| 2003  | Saturn Awards           | Meilleurs costumes                        | Trisha Biggar                                      |
| 2003  | Saturn Awards           | Meilleurs effets visuels                  | Dennis Muren, Pablo Helman, John Knoll et Ben Snow |
| 2003  | BMI Film and TV Awards  | Meilleure musique de film                 | John Williams                                      |
| 2003  | Empire Awards           | Meilleure scène                           | Le duel de Yoda contre Dooku                       |
| 2003  | MTV Movie & TV Awards   | Meilleur combat                           | Le duel de Yoda contre Dooku                       |
| 2003  | Razzie Awards           | Pire second rôle masculin                 | Hayden Christensen                                 |
| 2003  | Razzie Awards           | Pire scénario                             | George Lucas et Jonathan Hales                     |

### Nominations
| Année | Cérémonie ou récompense      | Prix                                                     | Lauréat(es)                                       |
| ----- | ---------------------------- | -------------------------------------------------------- | ------------------------------------------------- |
| 2002  | Teen Choice Awards           | Meilleur film dramatique                                 |                                                   |
| 2002  | Teen Choice Awards           | Meilleur acteur dans un film dramatique                  | Hayden Christensen                                |
| 2002  | Teen Choice Awards           | Meilleure alchimie                                       | Hayden Christensen et Natalie Portman             |
| 2003  | Oscar                        | Meilleurs effets visuels                                 | John Knoll, Rob Coleman, Pablo Helman et Ben Snow |
| 2003  | Saturn Awards                | Meilleur film de science-fiction                         |                                                   |
| 2003  | Saturn Awards                | Meilleure réalisation                                    | George Lucas                                      |
| 2003  | Saturn Awards                | Meilleure actrice                                        | Natalie Portman                                   |
| 2003  | Saturn Awards                | Meilleur(e) jeune acteur ou actrice                      | Hayden Christensen                                |
| 2003  | Saturn Awards                | Meilleure musique                                        | John Williams                                     |
| 2003  | MTV Movie & TV Awards        | Meilleure prestation virtuelle                           | Yoda                                              |
| 2003  | MTV Movie & TV Awards        | Meilleure séquence d'action                              | L'affrontement dans l'arène                       |
| 2003  | Phoenix Film Critics Society | Meilleurs effets visuels                                 | John Knoll, Rob Coleman, Pablo Helman et Ben Snow |
| 2003  | Razzie Awards                | Pire film                                                |                                                   |
| 2003  | Razzie Awards                | Pire couple de cinéma                                    | Hayden Christensen et Natalie Portman             |
| 2003  | Razzie Awards                | Pire second rôle féminin                                 | Natalie Portman                                   |
| 2003  | Razzie Awards                | Pire réalisateur                                         | George Lucas                                      |
| 2003  | Razzie Awards                | Pire suite                                               |                                                   |
| 2003  | Satellite Awards             | Meilleurs costumes                                       | Trisha Biggar                                     |
| 2003  | World Soundtrack Awards      | Meilleure bande originale                                | John Williams                                     |
| 2003  | Young Artist Awards          | Meilleur film fantastique familial                       |                                                   |
| 2003  | Young Artist Awards          | Meilleure prestation dans un film - Second rôle masculin | Daniel Logan                                      |

## Analyse
Comme les précédents films Star Wars, L'Attaque des clones fait plusieurs fois références aux précédents films de George Lucas. Le film s'inspire également de différents films américains mais aussi de plusieurs événements politiques.

### Mélange des genres autour d'une romance tragique
La première partie du film qui prend place sur la planète Coruscant à des allures de film policier où Anakin et Obi-Wan mènent l’enquête pour démasquer les responsables des tentatives d’assassinat. Dans cette partie, la ville de Coruscant rappelle « une version rétro-futuriste de Los Angeles ». L'intrigue évolue ensuite et sépare les deux personnages. Anakin vit une romance avec la sénatrice Padmé tandis qu'Obi-Wan poursuit l'enquête seul. Sur Naboo a lieu un « mélodrame flamboyant » à la manière du cinéaste Douglas Sirk. Dans un premier temps, la sénatrice cherche à cacher ses sentiments, elle use de raison et de vertu pour combattre la passion amoureuse, mais les deux jeunes gens finissent néanmoins par s'embrasser. Là commence alors une romance interdite et forcément tragique,.
Après un début de romance sur Naboo, le scénario conduit Anakin et Padmé sur la planète Tatooine. Cette partie rappelle fortement le western La Prisonnière du désert (1956) de John Ford. À l'image de John Wayne dans ce film, Anakin est enivré par la haine et la douleur. Il s’engouffre dans le désert pour aller sauver sa mère faite prisonnière des hommes des sables, des sortes de Comanches galactiques. En parallèle, Obi-Wan continue son enquête dans une sorte de film d'espionnage qui use le « faux-semblant » et la « tension larvée ». George Lucas avait d'ailleurs déjà utilisé la structure du récit en intrigues parallèles dans L'Empire contre-attaque en 1980.
Anakin, Obi-Wan et Padmé se retrouvent dans l'acte final sur la planète Géonosis. Capturés, ils sont forcés à combattre trois monstres dans une arène à la manière d'un péplum. Plus tard, Yoda et les Jedi viennent au secours des trois héros, entraînant alors le récit vers le film de guerre. La bataille évolue dans un cadre plus intimiste, avec un affrontement au sabre laser qui oppose Obi-Wan, Anakin et Yoda au maléfique comte Dooku. Le genre évolue alors en film de cape et d'épée « électrisé ». Si L'Attaque des clones fait appel à de nombreux genres cinématographiques, tout semble s'articuler autour de la romance entre Anakin et Padmé. Elles se construit au fur et à mesure des péripéties mais semble se fragiliser dans son évolution. Elle est mise à l'épreuve par de multiples menaces. L'intrigue du film débute par les tentatives de meurtre sur Padmé. La mort autour du couple d'amants se renforce ensuite avec le décès de Shmi Skywalker, la mère d'Anakin. Enfin, lors de la scène finale du mariage, la sénatrice serre la main mécanisée d'Anakin, cette main rappelant celle d'un squelette.

### Inspirations

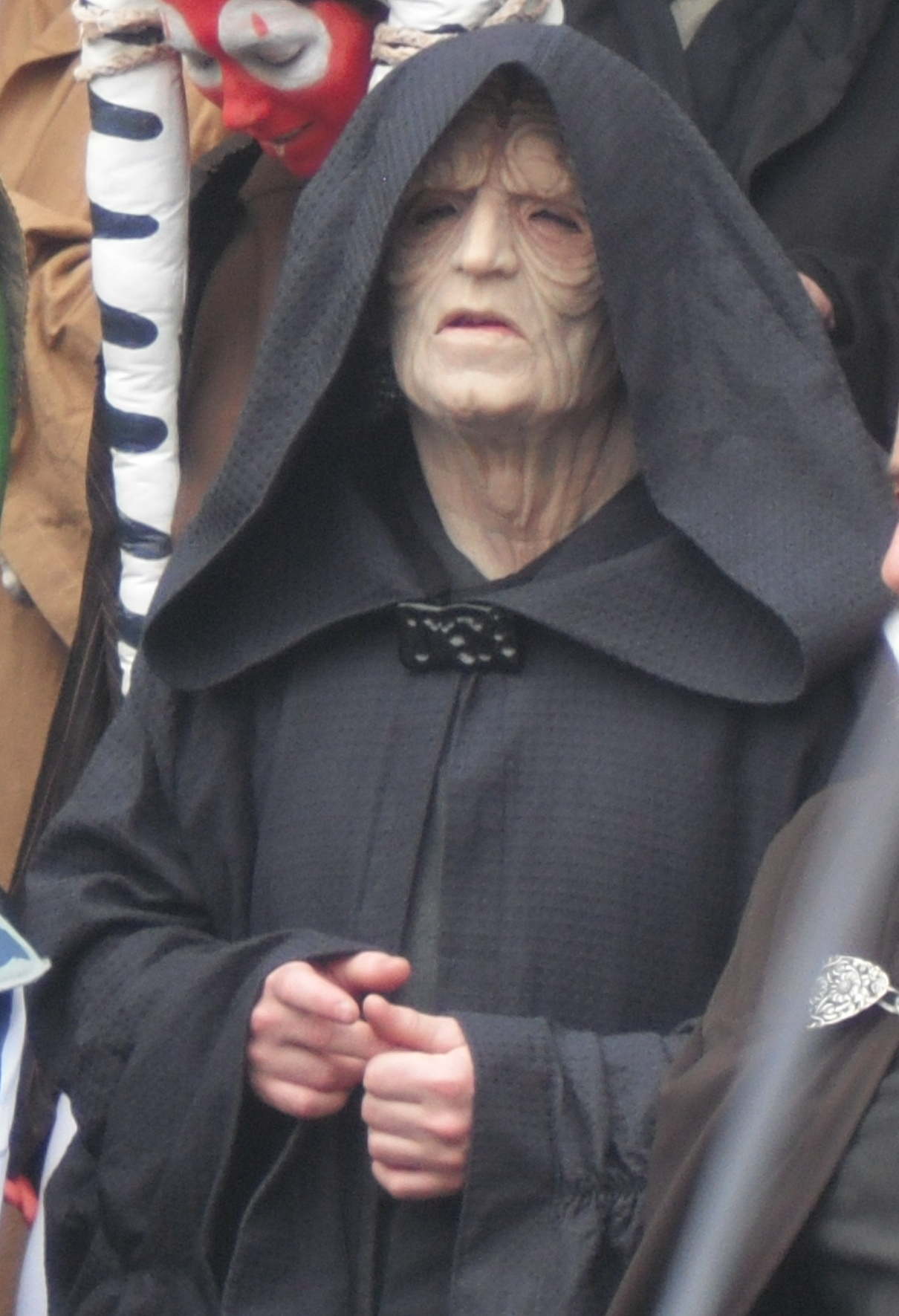
Cosplay de l'empereur Palpatine lors de Générations Star Wars et Science Fiction 2013.

Dans la version commentée du film, George Lucas indique que la montée en puissance de Palpatine est inspirée de celle d'Adolf Hitler dans l'Allemagne d’après Première guerre mondiale. En effet, alors qu’il est chancelier du Reich en 1933, Hitler fait voter une loi lui accordant les pleins pouvoirs tout comme Palpatine à la fin du film. Certaines critiques mettent également en parallèle l’ascension de Palpatine avec celles de Napoléon Ier et de Jules César,.
La guerre des clones fait quant à elle clairement référence à la guerre de Sécession, notamment par son origine et par la terminologie utilisée (guerre civile, sécession, confédération, Grande Armée de la République, etc.). Le professeur de littérature anglaise Anne Lancashire indique également que si la première trilogie Star Wars était bien ancrée dans l’histoire politique du début du XXe siècle, la nouvelle trilogie développe des thèmes plus proches du monde politique et économique du début du XXIe siècle. La première trilogie traite de la démocratie luttant contre la dictature. La seconde s’inspire des dérives de la mondialisation économique. En effet, si l’Empire galactique de Palpatine est une structure autoritaire proche du Troisième Reich allemand, son accession au pouvoir est rendu possible grâce à l’action des groupes bancaires et des multinationales du commerce.

### Promotion commerciale et produits dérivés

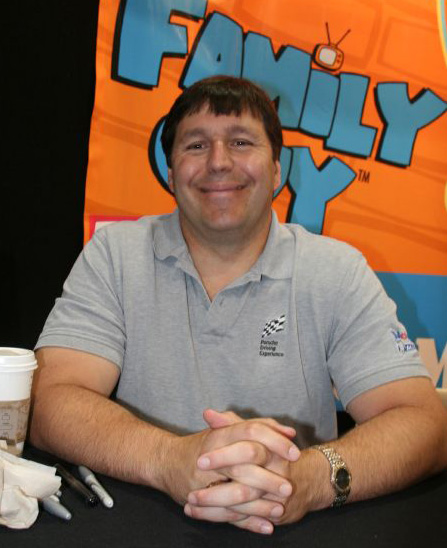
L'auteur de fantasy Robert Anthony Salvatore signe la mise en roman du film.